# 반곡초등학교 (세종)
반곡초등학교(盤谷初等學校)는 대한민국 세종특별자치시에 있는 공립 초등학교이다.

## 연혁
- 2019년 9월 1일 : 개교